# Ilja Miziernych
Ilja Miziernych (kazakiska: Илья Мизерных), född 7 februari 2007, är en kazakisk backhoppare.

## Karriär
I augusti 2022 gjorde Miziernych sin debut i FIS-cupen och slutade på 70:e samt 81:a plats i Szczyrk. Den 23 februari 2023 tog han sina första poäng i tävlingen i Szczyrk.
I september 2023 Miziernych sin debut i Kontinentalcupen och slutade på 51:a samt 52:a plats i Stams. Han tog sina första poäng i tävlingen i oktober 2023 och placerade sig två gånger på 28:e plats i Lake Placid i två tävlingar med lågt antal deltagare (31 respektive 30 backhoppare). Den 3 december 2023 gjorde Miziernych sin debut i kvalet till världscuptävlingen i Lillehammer, men gick inte vidare till huvudtävlingen.
I januari 2024 tog Miziernych guld individuellt vid olympiska vinterspelen för ungdomar i Gangwon. Han var även en del av Kazakstans lag som slutade på 13:e plats i den mixade lagtävlingen.